# Molen van Hondzocht
Molen van Hondzocht is een windmolen op de grens tussen Waals Brabant en Vlaams Brabant.
Eind 2023 werd een grondige renovatie van de molen beëindigd. De restauratie van het metselwerk was in mei 2022 begonnen dankzij subsidies van het Waals Gewest, de provincie Waals Brabant en de gemeente Tubeke.
- Monument Wallonië DGO4: 25105-CLT-0009-01